# EuroLinux
EuroLinux est une organisation essentiellement européenne composée d'entreprises et d'associations tels l'AFUL, l'April, Hispalinux qui promeut l'utilisation de standards ouverts, de logiciels libres en Europe. Elle vise aussi à encourager la concurrence entre les entreprises éditant des logiciels et favoriser l'innovation en informatique.
EuroLinux est opposé aux brevets sur les logiciels en Europe.